# سیارک ۳۲۷۳۴
سیارک ۳۲۷۳۴ (به انگلیسی: 32734 Kryukov، نامگذاری:1978RM)۳۲۷۳۴مین سیارک کشف شده‌است که در ۰۱ سپتامبر ۱۹۷۸ کشف شد.